# Bezúhonnost
Bezúhonnost je vlastnost člověka, fyzické osoby, která obecně znamená, že nebyla v minulosti odsouzena za trestný čin, případně označuje, že celkově vede řádný život, nepáchá ani přestupky, plní své zákonné povinnosti apod., nebo se může týkat například jen úmyslných trestných činů či trestných činů vztahujících se k určité činnosti. Různé právní předpisy pro různé profese či pro přiznání různých oprávnění stanoví přesnější kritéria bezúhonnosti. K prokazování bezúhonnosti slouží především rejstřík trestů a lze ji i znovu nabýt prostřednictvím tzv. zahlazení odsouzení.
Bezúhonnost je vyžadována mj. k vydání zbrojního průkazu, pro provozování živnosti, pro působení v některém z orgánů obchodních společností, družstev nebo nadací, stejně jako pro vykonávání některých státem garantovaných či kontrolovaných profesí, jako je např. advokát, notář, daňový poradce, insolvenční správce, policista, strážník obecní policie, státní zástupce nebo soudce, pedagog atd.